# Eyguians
Eyguians is een plaats en voormalige gemeente in het Franse departement Hautes-Alpes in de regio Provence-Alpes-Côte d'Azur. De plaats maakt deel uit van het arrondissement Gap.

## Geschiedenis
Op 22 maart 2015 werd Eyguians overgeheveld van het kanton Laragne-Montéglin naar het kanton Serres. Op 1 januari 2016 fuseerde de gemeente met Lagrand en Saint-Genis tot de commune nouvelle Garde-Colombe.

## Geografie
De oppervlakte van Eyguians bedraagt 9,2 km², de bevolkingsdichtheid is 27,8 inwoners per km².
De onderstaande kaart toont de ligging van Eyguians met de belangrijkste infrastructuur en aangrenzende gemeenten.

## Demografie
Onderstaande figuur toont het verloop van het inwonertal.
Vanwege een beveiligingsprobleem met de MediaWiki Graph-software is het momenteel niet mogelijk deze grafiek weer te geven. Zodra de software is bijgewerkt zal de grafiek vanzelf weer zichtbaar worden.